# Ib Jacquet
Ib Sigfred Jacquet (født 12 april 1956) er en tidligere dansk professionel fodboldspiller.

## Karriere
Ib Jacquet debuterede for Vejle Boldklub i 1975. Som Vejle-spiller var han med til at vinde det  danske mesterskab i 1984 og  DBU's pokalturnering i både 1977 og 1981. I alt spillede han 210 kampe for Vejle Boldklub. Med 81 mål er han den syvende mest scorende VB-spiller gennem tiderne.
I perioden 1978-1981 spillede Ib Jacquet som professionel i FC Antwerpen. Efterfølgende vendte han tilbage til barndomsklubben i Vejle, hvor han afsluttede karrieren den 22. maj 1986 med en kamp mod Esbjerg fB, som VB vandt 4-1.
I 1982 blev Jacquet topscorer i den bedste danske række med 20 scoringer. 
Ib Jacquet var en af dansk fodbolds sjoveste[kilde mangler] angribere i 1970'erne og 1980'erne. I hans bedste perioder virkede det som om, han kunne score på alle chancer og fra de mest umulige vinkler.

## FFIB
En vejlensisk serieklub, FFIB, er opkaldt efter den gamle målkonge. På FFIB's hjemmeside hædres Ib Jacquet for hans direkte og angrebslystne spillestil:
Æren er faldet på Ib Jacquet – manden med det velklingende navn og knaldhårde skud – da han i vores erindring står for den lige vej mod mål. Ikke så meget fedten – men hug på mål første gang FFIB Arkiveret 9. april 2008 hos  Wayback Machine